# 奥塔哥理工学院
奥塔哥理工學院 (Otago Polytechnic), 总校位於紐西蘭南島的丹尼丁市。创建於1870年. 這學校比較重視學生的實踐教育. 她的學歷分為硕士，學士, 技術學位 和 證書。